# 韋爾登 (阿肯色州)
韋爾登（英語：Weldon）是一個位於美國阿肯色州傑克遜縣的市鎮。

## 地理
韋爾登的座標為35°26′48″N 91°13′52″W / 35.44667°N 91.23111°W，而該地的平均海拔高度為68米（即223英尺）。

## 人口
根據2020年美國人口普查的數據，韋爾登的面積為0.63平方千米，皆為陸地。當地共有人口57人，而人口密度為每平方千米90人。